# Johann Jakob Bäbler
Johann Jakob Bäbler (* 3. Mai 1836 in Schwanden GL; † 14. Juli 1900 in Baden AG) war ein Schweizer Lehrer und Historiker.

## Leben
Johann Jakob Bäbler, Sohn eines gleichnamigen Sekundarlehrers und Lokalhistorikers in Glarus, studierte alte Sprachen, Philosophie, Germanistik und Geschichte in Basel und Bonn. 1859 promovierte er zum Dr. phil., 1859–1866 wirkte er als Bezirkslehrer in Brugg, 1866–1876 als Gymnasiallehrer und Privatdozent für Geschichte und Pädagogik in Bern und 1876–1900 als Lehrer für Deutsch und Geschichte an der Kantonsschule Aarau. Neben seiner beruflichen Tätigkeit verfasste er zahlreiche pädagogische, philologische und historische Abhandlungen, und er sammelte die Flurnamen im Kanton Aargau (Materialsammlung im Staatsarchiv Aargau). Zudem war er Begründer der «Brugger Neujahrsblätter» und Mitbegründer der Stadtbibliothek Brugg.

## Werke (Auswahl)
- Thomas von Falkenstein und der Ueberfall von Brugg. H. R. Sauerländer Aarau 1867.
- Die Errichtung pädagogischer Seminare an Universitäten. Zürich 1873.
- Samuel Henzi’s Leben und Schriften. H. R. Sauerländer, Aarau 1880.
- Heinrich Zschokke. Ein Lebensbild. In: Vom Jura zum Schwarzwald. Geschichte, Sage, Land und Leute. 1 (1884), S. 81–118.
- Beiträge zu einer Geschichte der lateinischen Grammatik im Mittelalter. Buchhandlung des Waisenhauses, Halle 1885.
- Zur Geschichte zweier moralischer Wochenschriften (Die holländische Bagatelle und das bernerische Freitagsblättlein). In: Zeitschrift für vergleichende Litteraturgeschichte. 12 (1898), S. 354–386.